# Lista portów lotniczych na Wyspach Świętego Tomasza i Książęcej
Lista portów lotniczych na Wyspach Świętego Tomasza i Książęcej, ułożonych alfabetycznie.
| Położenie     | ICAO | IATA | NAZWA LOTNISKA               |
| Neves         | FPVN |      | Port lotniczy Neves          |
| Porto Alegre  | FPPA | PGP  | Port lotniczy Porto Alegre   |
| Santo António | FPPR | PCP  | Port lotniczy Wyspa Książęca |
| São Tomé      | FPST | TMS  | Port lotniczy São Tomé       |